# فالنتين دوك
فالنتين دوك (بالفرنسية: Valentin Duc)‏ هو مغني فرنسي، ولد في 24 يناير 1858 في بيزييه في فرنسا، وتوفي بنفس المكان في 23 فبراير 1915.